# Recinto Ferial de Pontevedra
El Recinto Ferial de Pontevedra es un complejo multifuncional para eventos como exposiciones, ferias, salones y convenciones. Se encuentra en el Parque Rosalía de Castro, junto a la ribera del río Lérez, en la ciudad española de Pontevedra. Está dedicado fundamentalmente a la promoción y dinamización de diversos sectores empresariales de Pontevedra y Galicia y se encuentra anexo al Palacio de Congresos y Exposiciones de Pontevedra. 

## Historia
El edificio del recinto ferial de Pontevedra se empezó a construir en 1997, por iniciativa de la Junta de Galicia, con una arquitectura moderna. La colocación de la primera piedra de este recinto dedicado a ferias y exposiciones tuvo lugar el 6 de junio de 1997. Es obra del arquitecto Manuel de las Casas, a quien se encargó el proyecto como anexo al Auditorio y Palacio de Congresos de Pontevedra. Presentó el proyecto que mejor integraba los dos edificios, consiguiendo una armonía entre todo el conjunto y los espacios de la ribera del Lérez.
El Recinto Ferial fue inaugurado el 17 de diciembre de 1998 y abierto al público con la Feria del Automóvil de Pontevedra Pomóvil inaugurada por el presidente de la Junta de Galicia.
El Recinto Ferial fue gestionado desde 1998 hasta 2020 por el organismo autónomo Palacio de Congresos y Exposiciones, en nombre del Ayuntamiento de Pontevedra.
El 23 de noviembre de 2024 se inició la instalación de un ascensor panorámico, situado en el balcón del inmueble, para hacerlo más accesible al público, así como la renovación del adoquín de la explanada exterior. Estas actuaciones, enfocadas a la puesta a punto del recinto para la celebración de los Premios Feroz, mejoraron su funcionalidad, estética y accesibilidad.
En diciembre de 2024 se presentó el proyecto para ajardinar los estacionamientos que rodean el recinto ferial. Esta mejora paisajística implica la plantación de 71 árboles más delante de la fachada con frente a la calle Alexandre Bóveda y la creación de una franja vegetal de 100 metros lineales a lo largo del parking, en su parte más próxima al edificio, con árboles de porte mediano y especies arbustivas y una senda peatonal para conectar todas las plazas de aparcamiento. Además se crea otra franja vegetal de separación con la calle Alexandre Bóveda, en la que se instalarán bancos, y se implementa otro espacio con vegetación para el descanso con un muro acondicionado como banco en la parte más próxima al palacio de congresos y exposiciones. En la Explanada del recinto y accesos desde el paseo de Rafael Areses también se crea una franja vegetal en la rampa de subida en la que se planta nuevo arbolado, se reordenan y delimitan las plazas de aparcamiento y se establecen nuevos recorridos peatonales.

## Descripción
El recinto ferial tiene una superficie de 7 500 m2 cubiertos de un total de 20 500m2 y consta de un edificio de 163 metros de largo, 34,4 metros de ancho y 15,2 metros de alto.
El Recinto Ferial de Pontevedra dispone de un aparcamiento al aire libre con capacidad para 230 vehículos y plazas de estacionamiento en batería. El edificio, de forma tetraédrica, está construido en acero con acabados de aluminio y vidrio. La construcción, que es polivalente, cuenta con una zona de exposición totalmente cubierta, preparada para albergar todo tipo de Ferias y Exposiciones, así como de una zona de acreditaciones para conferencias en el vestíbulo de entrada. Posee un amplio abanico de posibilidades de distribución para adaptar los eventos a las necesidades específicas de cada uno de ellos.
Este amplio complejo se complementa con el auditorio adyacente, con una capacidad total de 1118 plazas y una superficie total de 10 000 m2. El edificio tetraédrico del recinto ferial, con su textura dura y fría de acero, sus paredes de paneles perforados de aluminio y sus grandes ventanales, contrasta con las losas de pizarra verde del anexo, el palacio de Congresos y Exposiciones de Pontevedra, al que tiene acceso directo desde el interior, lo que permite una gran versatilidad en el uso conjunto de todas sus estancias, de forma que los servicios de restaurante, cafetería y terraza son de uso compartido.
Las dimensiones de los espacios del Recinto Ferial de Pontevedra son las siguientes:
- Pabellón de acceso para exposiciones y congresos: 350 m².
- Superficie del edificio principal: 4 140 m².
- Hall de la primera planta: 750 m².
- Almacén del centro de exposiciones: 368 m².
- Aparcamiento exterior en la Explanada con frente al parque Rosalía de Castro: 16 650 m².[7][8]
- Aparcamiento exterior con frente a la calle Alexandre Bóveda: 10 325 m².[7]

La construcción presenta una armoniosa combinación de espacialidad, versatilidad y luminosidad. Este espacio polivalente está rodeado de diez mil metros cuadrados de zonas verdes en el parque Rosalía de Castro.

## Eventos
El recinto ferial acoge cada año diversos eventos de carácter profesional y público, como la feria Culturgal, la feria Etiqueta Negra (feria de productos gourmet gallegos), la feria Pont Up Store, la feria Stock, la feria Edugal o la feria de bodas Si quero, la feria del automóvil Móvete y la feria familiar e infantil Mundonenos entre otras.
Además, el Recinto Ferial de Pontevedra se utiliza para una amplia gama de actividades de ocio, como la instalación de una pista de hielo en Navidad o la celebración de conciertos al aire libre en las explanadas exteriores.
En el pasado, el recinto ferial acogió importantes ferias como Ferpalia (feria de turismo de Galicia) o eventos como la pasarela de moda gallega Pontus Veteris.
En la explanada adoquinada delante del Recinto Ferial con frente al parque Rosalía de Castro se celebra el festival Río Verbena Fest. En ese mismo espacio se realizan importantes conciertos de consagrados artistas como el de Pablo Alborán realizado en septiembre de 2015.
El Recinto Ferial de Pontevedra acoge asimismo la celebración de las galas de los Premios Feroz en enero de 2025 y 2026.

## Galería de imágenes

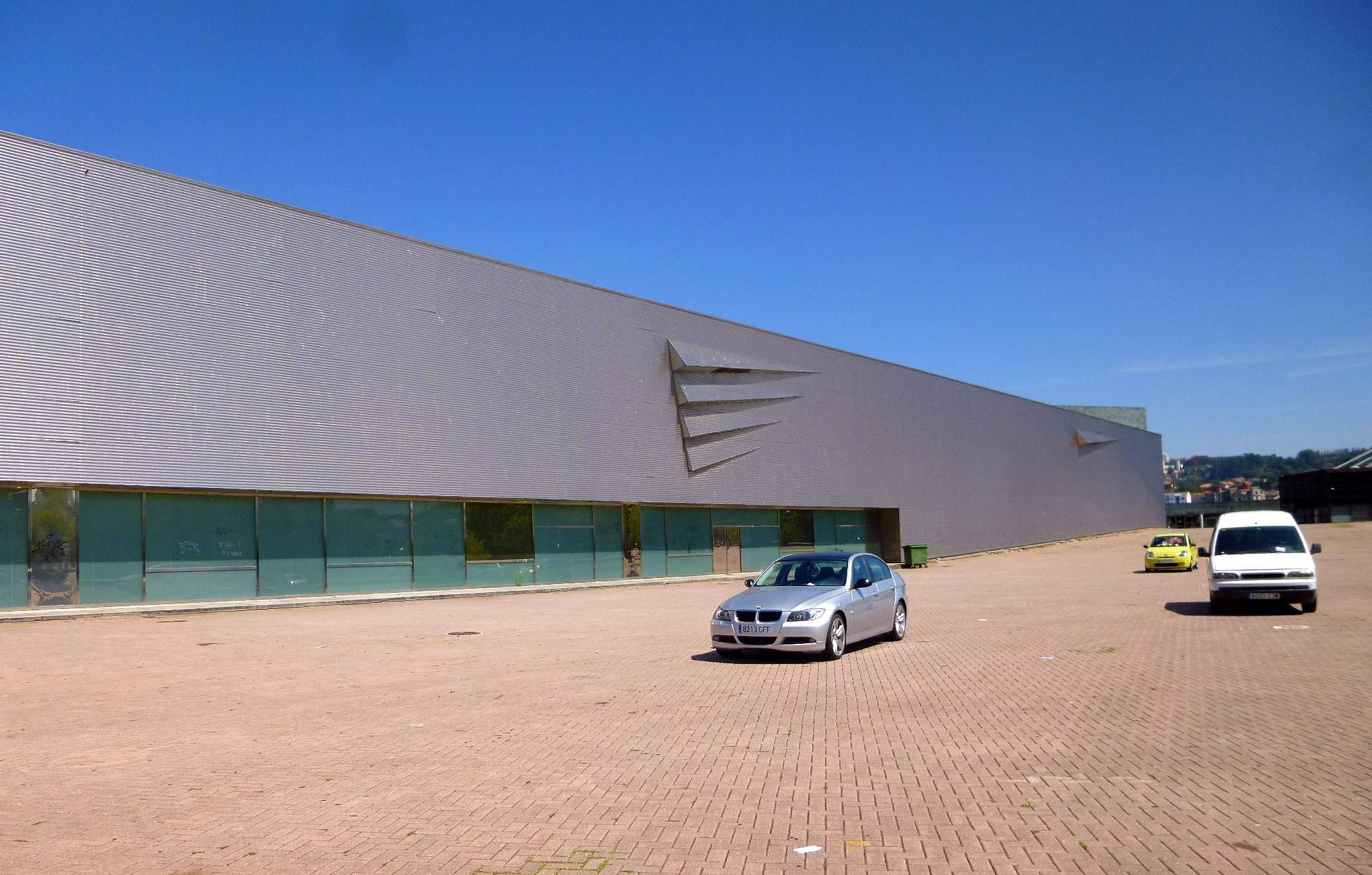
Fachada de aluminio y vidrio
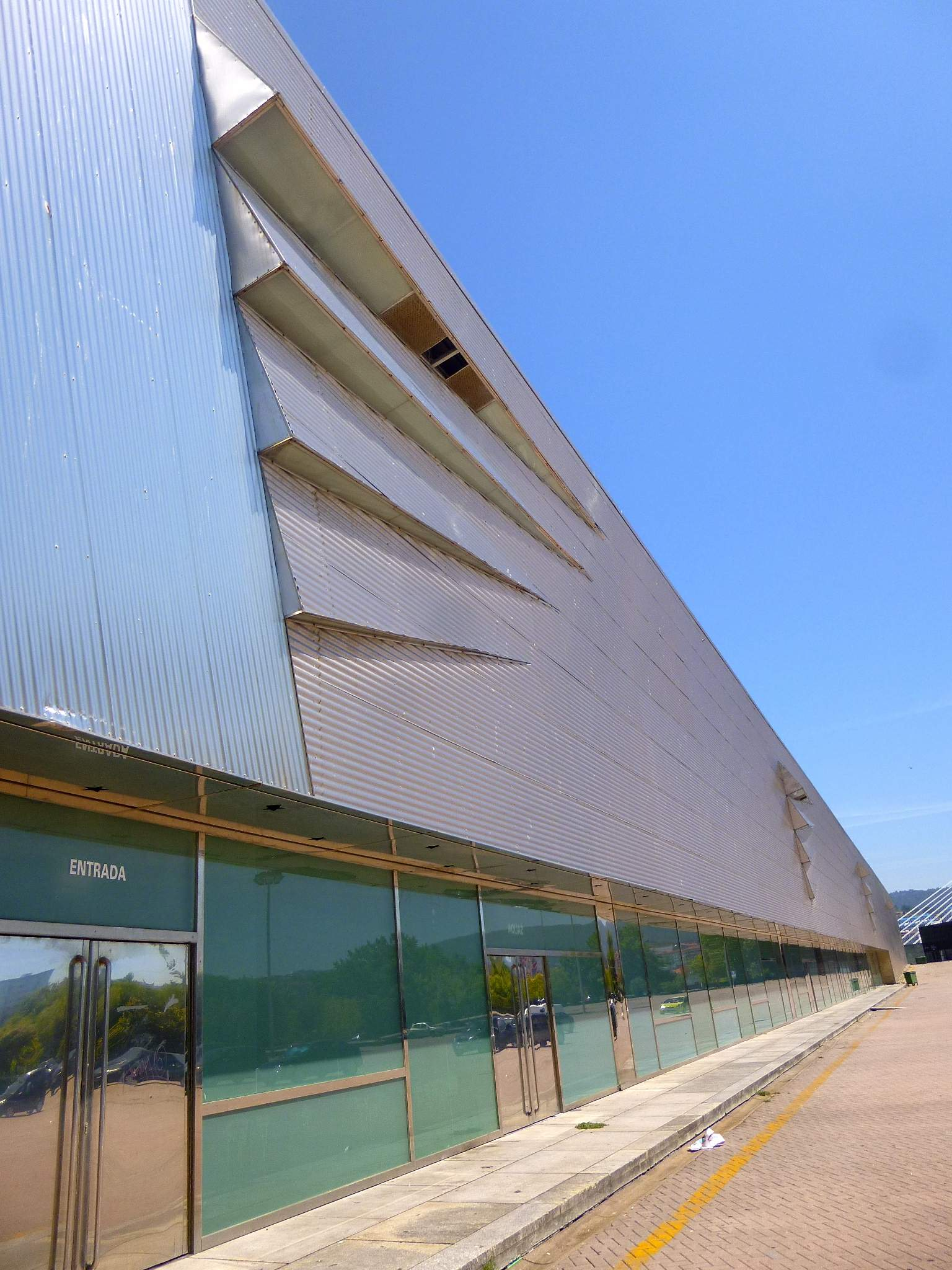
Entrada
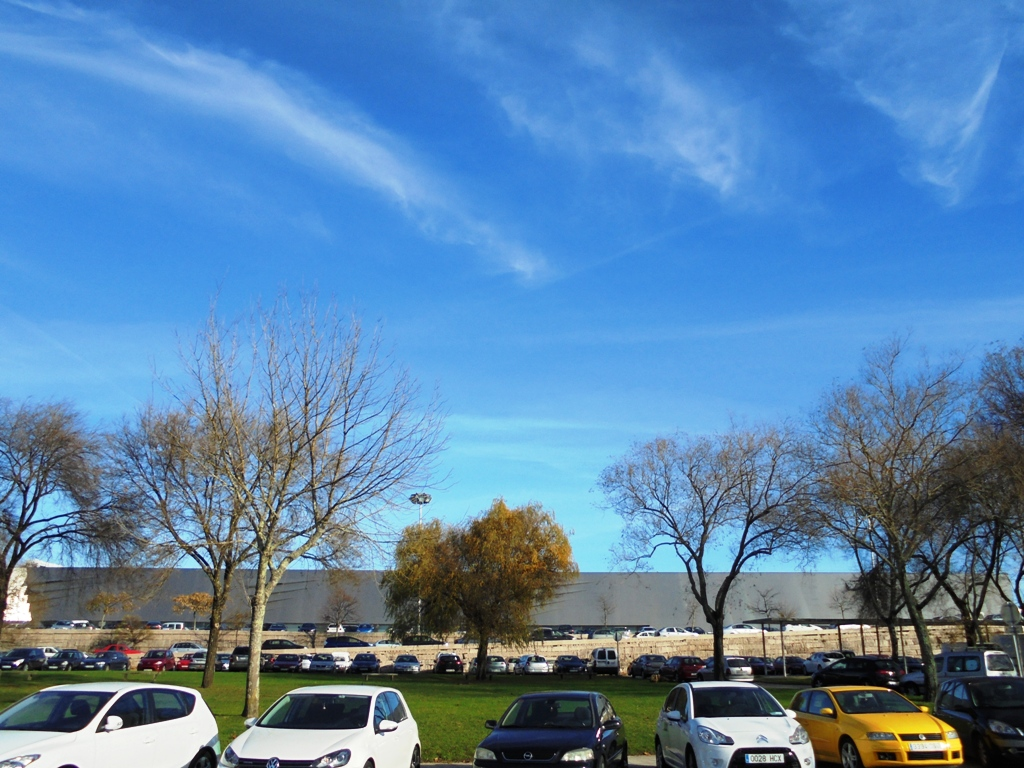
Vista general en el parque Rosalía de Castro
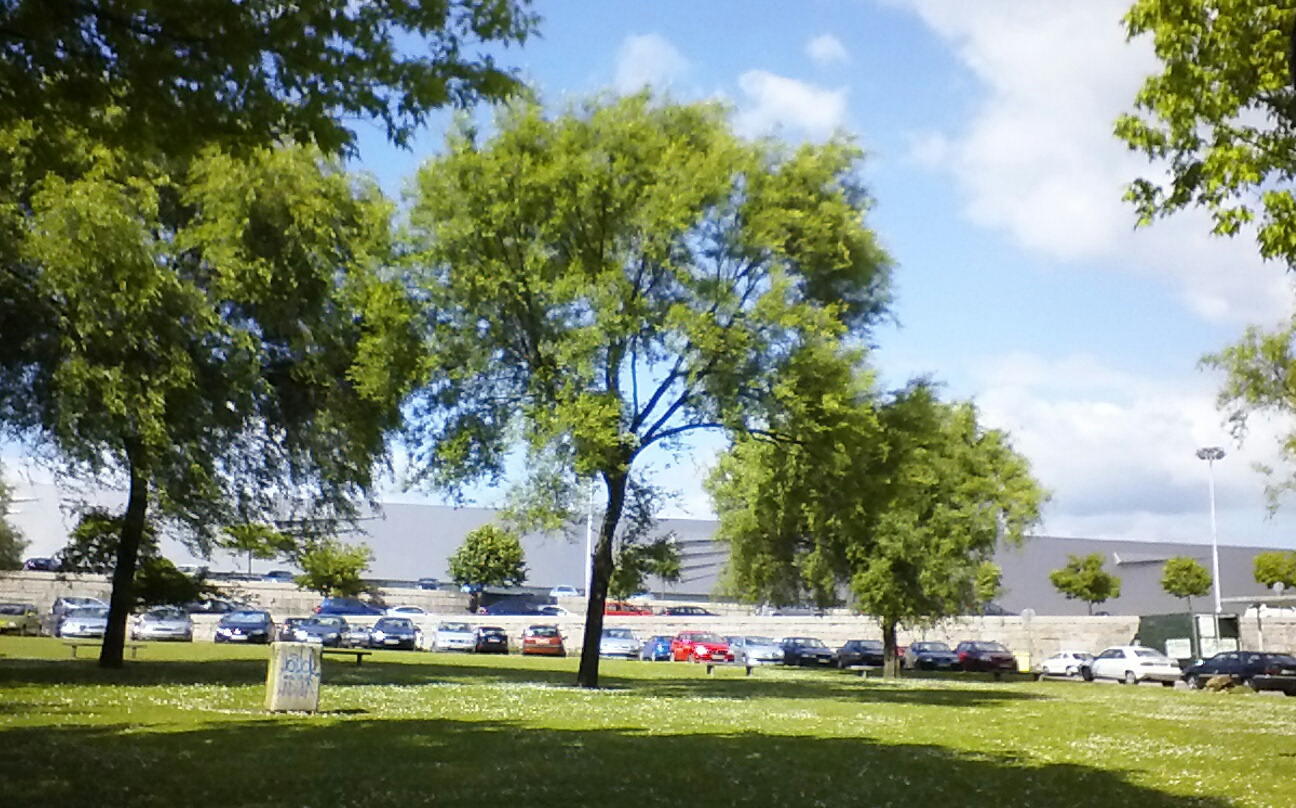
Fachada principal y parque Rosalía de Castro cerca de la ribera del Lérez
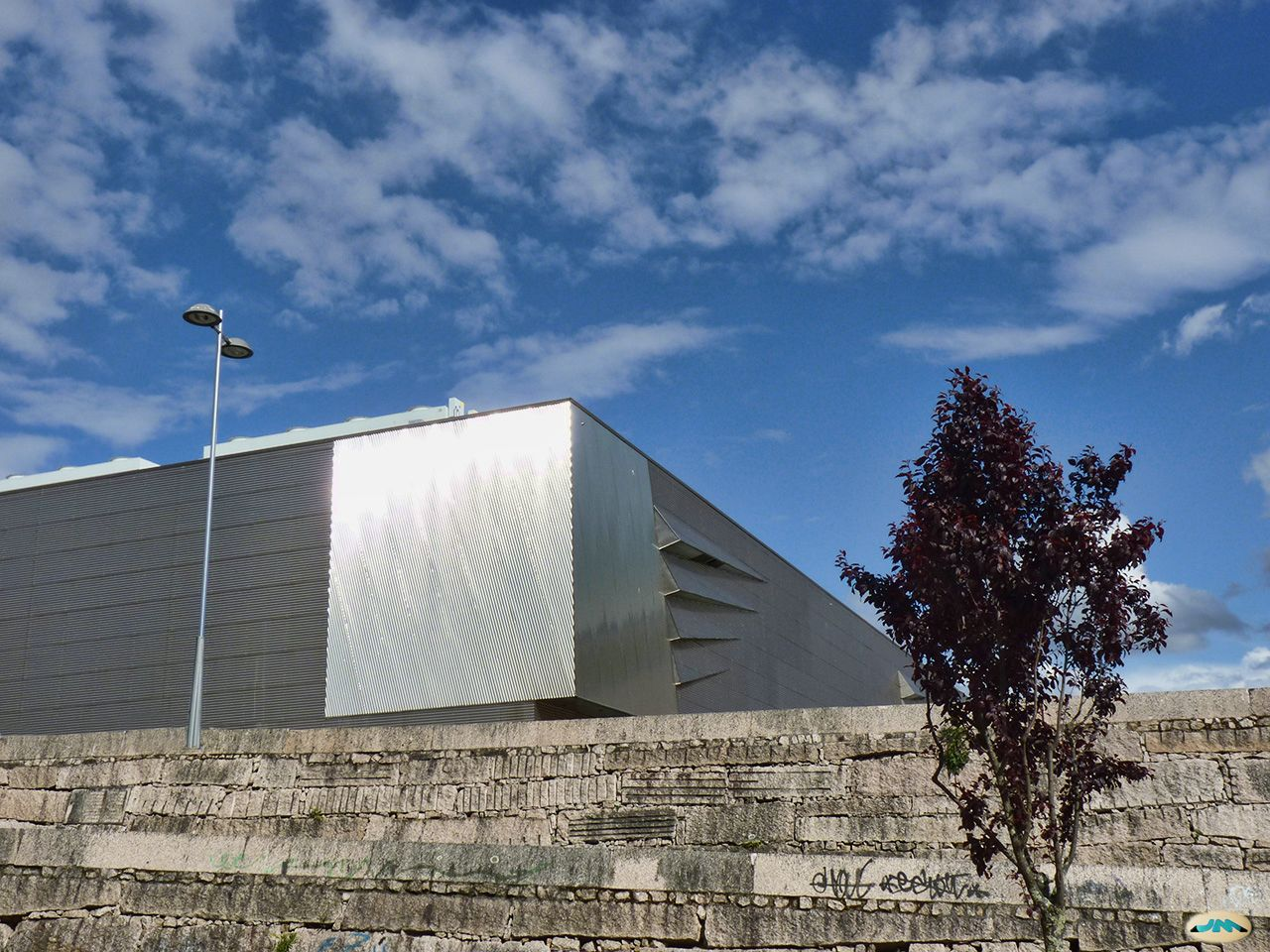
Vista lateral
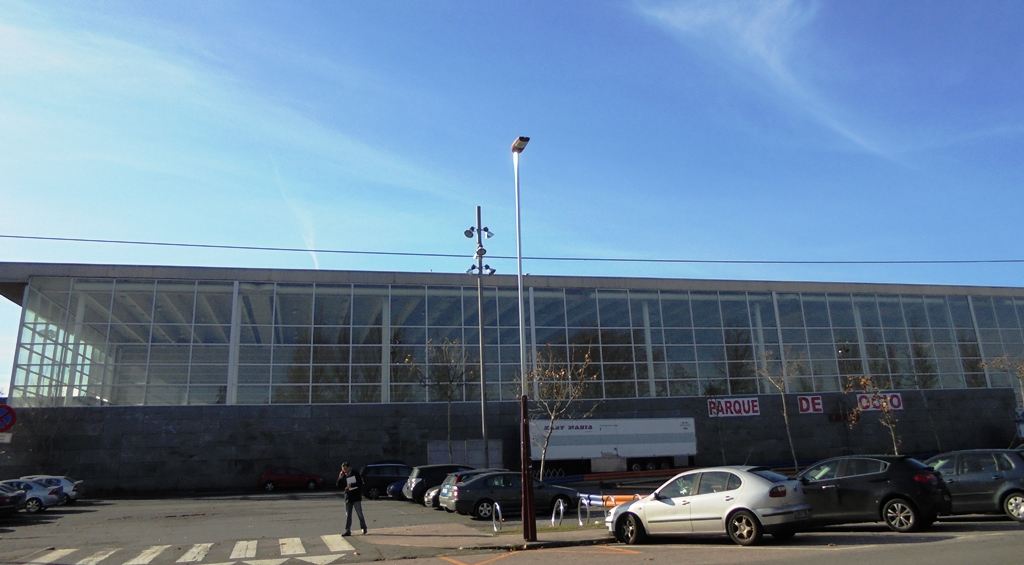
Fachada trasera
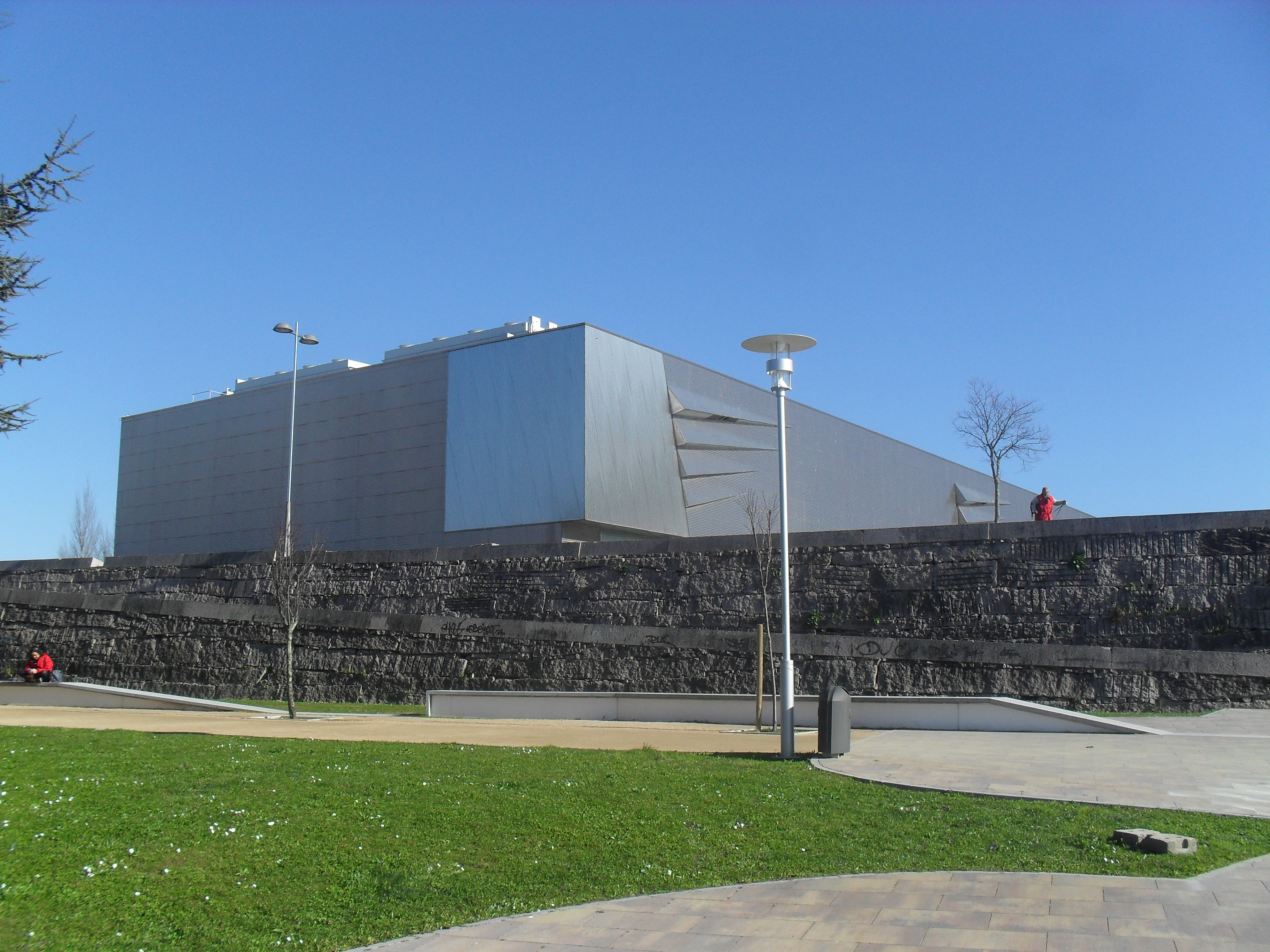
Vista lateral
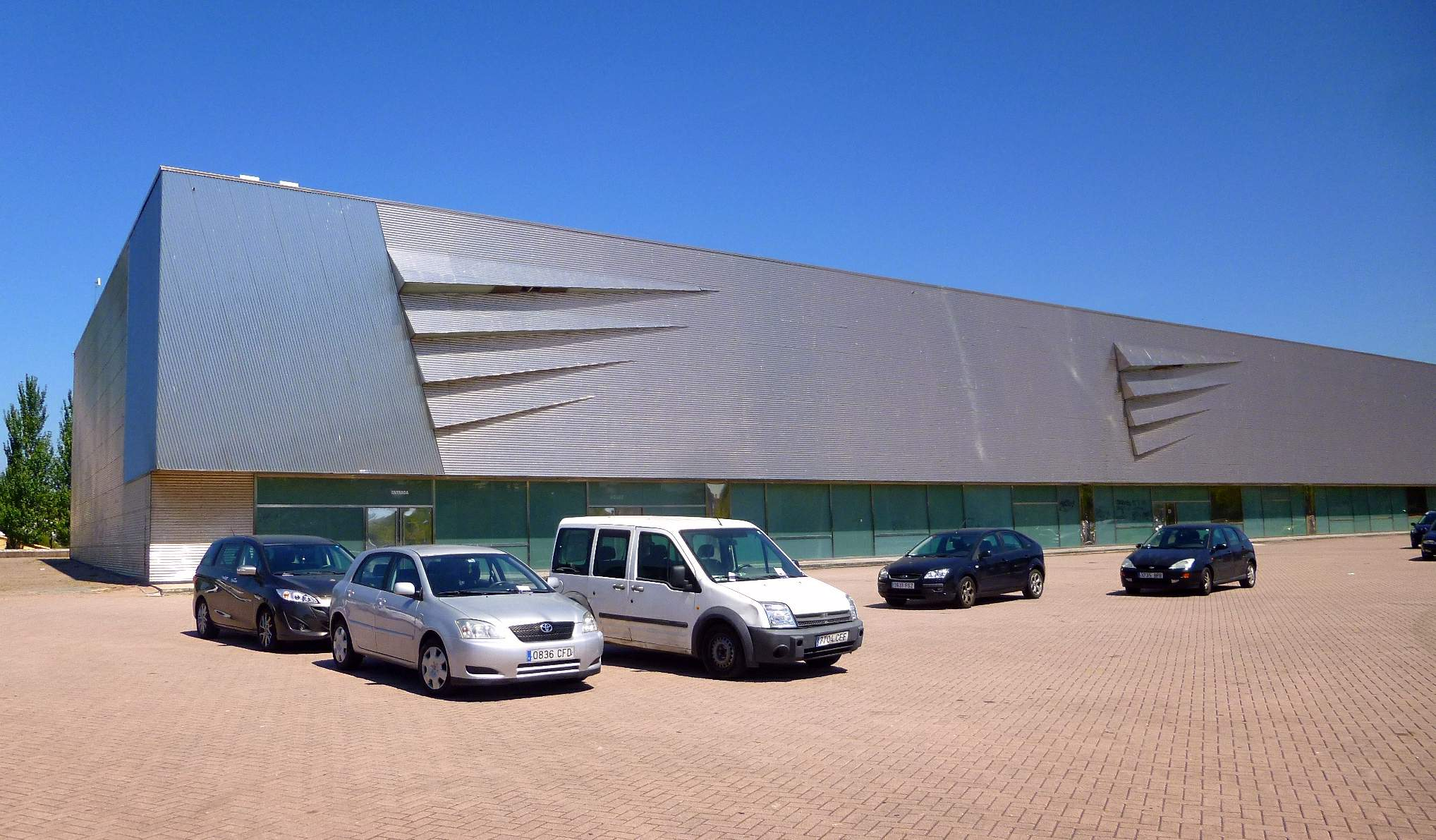
Fachada
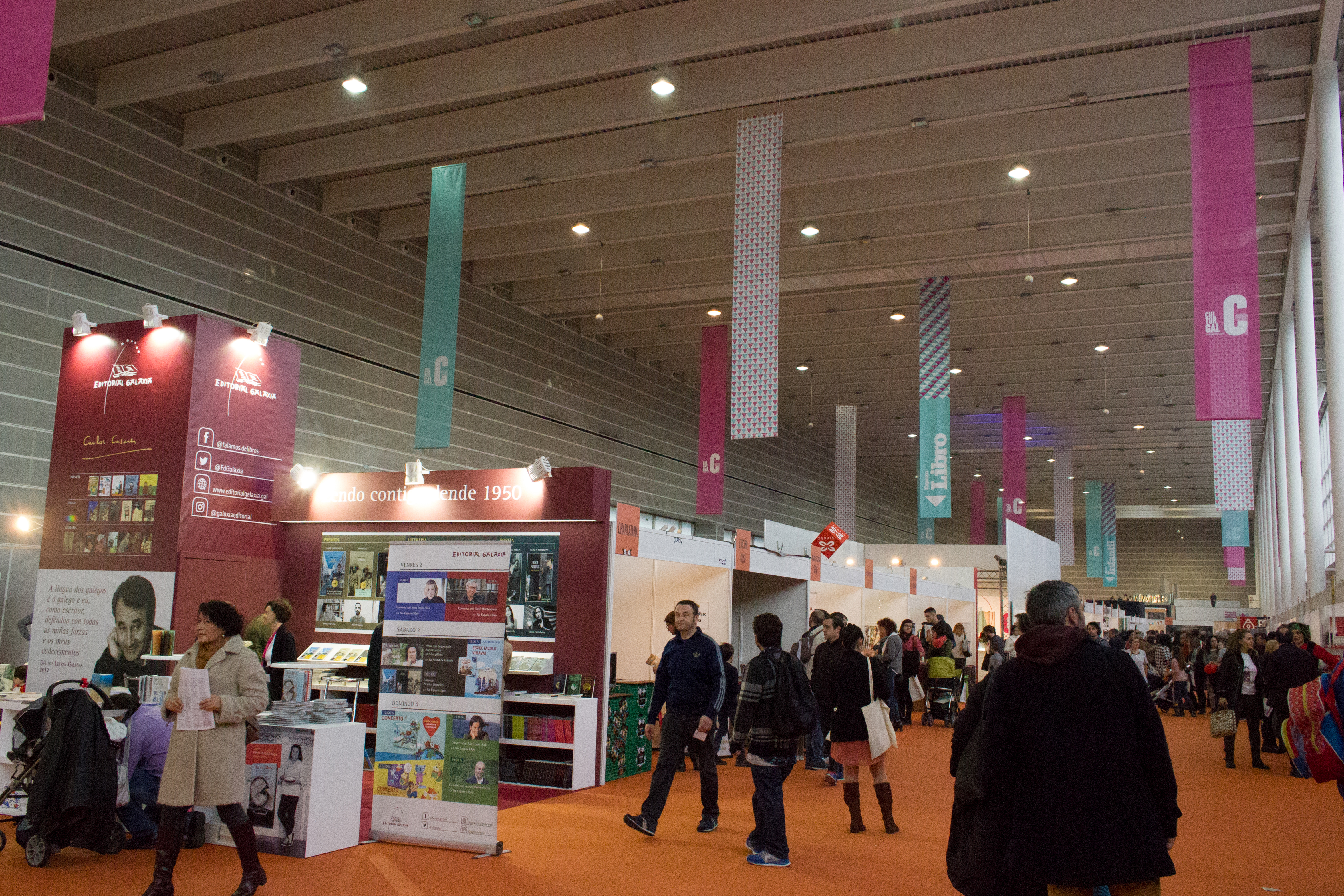
Culturgal en 2016